# Carlo Cassina
Carlo Cassina (1960. október 13. –) olasz rali-navigátor.

## Pályafutása
1982 és 2008 között összesen huszonkilenc világbajnoki versenyen navigált.
Miki Biasion navigátoraként egy futamgyőzelmet szerzett a világbajnokságon; kettősük 1988-ban megnyerte a portugál versenyt. 
Pályafutása alatt olyan neves versenyzőkkel dolgozott együtt, mint Paolo Andreucci, Piero Liatti és Alex Fassina. Ő volt Valentino Rossi navigátora is, annak három rali-világbajnoki versenyén.

### Rali-világbajnoki győzelem
| #  | Dátum             | Rali          | Versenyző    | Autó                   | Összefoglaló |
| -- | ----------------- | ------------- | ------------ | ---------------------- | ------------ |
| 1. | 1988. március 1-6 | Portugál rali | Miki Biasion | Lancia Delta Integrale | Összefoglaló |

## Külső hivatkozások
- Profilja a rallybase.nl honlapon